# Knäuelkräuter
Die Knäuelkräuter oder Knäuel (Scleranthus) sind eine Pflanzengattung innerhalb der Familie der Nelkengewächse (Caryophyllaceae). Zur Herleitung der deutschen Trivialnamen ist zu sagen, dass in deutscher Umgangssprache ein „Knäuel“ ein kleiner (bis zu faustgroßer) Ballen aufgewickelter Fäden ist. Die etwa zwölf Arten sind in Eurasien, Nordafrika und Australasien weitverbreitet.

## Beschreibung

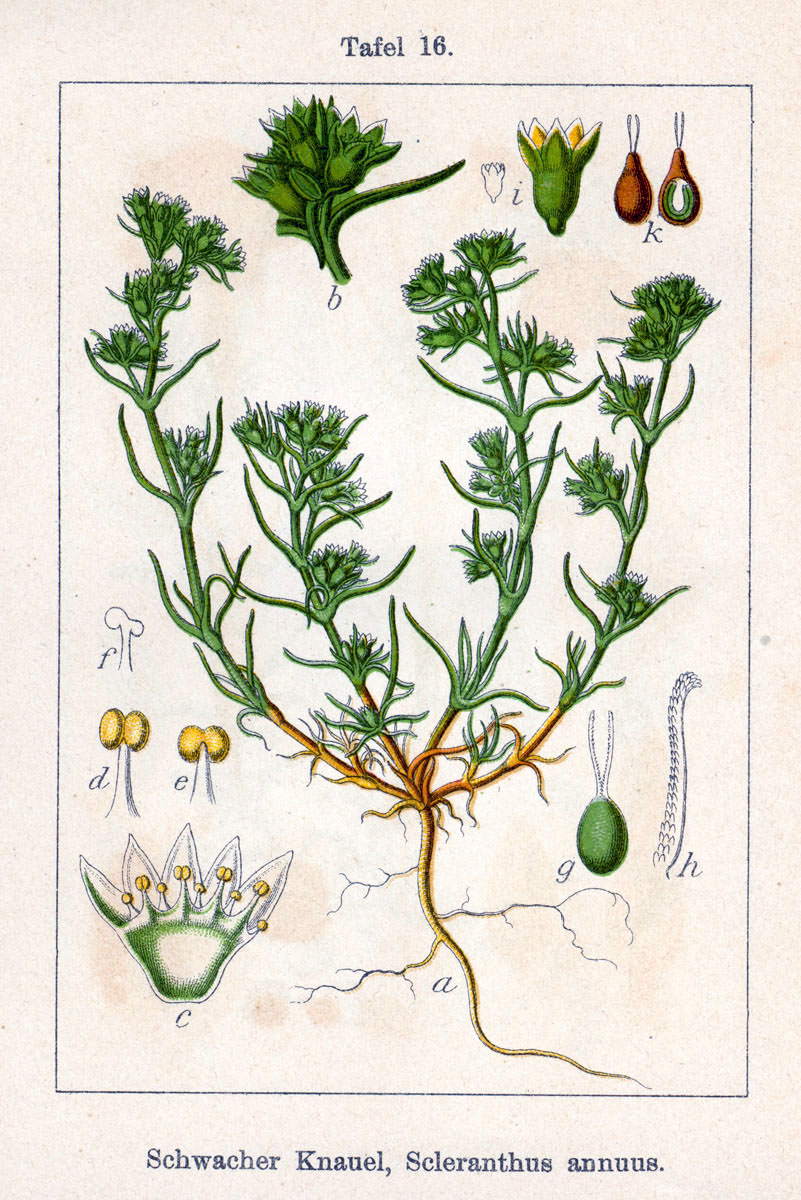
Illustration des Einjährigen Knäuel (Scleranthus annuus)

### Vegetative Merkmale
Die Scleranthus-Arten und -Unterarten wachsen als ein-, zweijährige und ausdauernde krautige Pflanzen oder Zwergsträucher. Die Pfahlwurzeln sind dünn. Die stielrunden Stängel sind aufrecht bis niederliegend und verzweigt.
Die gegenständig am Stängel angeordneten Laubblätter sind ungestielt und an ihrer Basis paarweise verwachsen. Die einfachen Blattspreiten sind schmal-pfriemlich bis linealisch, nicht sukkulent, einnervig mit spitzem oder stumpfem oberen Ende. Nebenblätter fehlen.

### Generative Merkmale
In end- oder seitenständigen, zymösen Blütenstände stehen viele Blüten locker bis dicht zusammen. Die gegenständigen, laubblattähnlichen Tragblätter sind paarweise verwachsen. Es ist höchstens ein kurzer Blütenstiel vorhanden.
Die zwittrigen Blüten sind radiärsymmetrisch und fünfzählig mit doppelter Blütenhülle. Der Blütenbecher (Hypanthium) ist krugförmig und weitet sich an seiner Basis abrupt. Die fünf freien, grünen bis grünlichen, krautigen Kelchblätter sind bei einer Länge von 1,5 bis 4 Millimetern lanzettlich bis pfriemlich und besitzen einen weißlichen, trockenhäutigen Rand und ein spitzes bis stumpfes oberes Ende. Kronblätter fehlen. Die zwei bis zehn freien Staubblätter sind am Rand des Blütenbechers inseriert. Es können alle Staubblätter fertil sein oder fünf bis acht sind zu Staminodien umgewandelt. An der Basis der Staubblätter ist ein nektarproduzierender Diskus vorhanden. Zwei Fruchtblätter sind zu einem halbunterständigen Fruchtknoten verwachsen, also Kelchblätter und Staubblätter sind perigyn. Die zwei freien Griffel enden in jeweils einer kopfigen, papillösen Narbe.
Die einsamige Frucht ist vom leicht bis stark gefurchten Blütenbecher, der von den haltbaren Kelchblättern gekrönt ist röhrig umschlossen und bildet zusammen den eiförmigen „Utrikel“, der bei Reife geschlossen bleibt und damit die Diaspore darstellt. Die Samen sind gelb und kugelig.
Die Chromosomengrundzahl beträgt x = meist 11, selten 12.

## Systematik und Verbreitung
Die Erstveröffentlichung der Gattung Scleranthus erfolgte 1753 durch Carl von Linné in Species Plantarum, Tomus I, Seite 406; in der Überschrift wurde die falsche Schreibweise „Schleranthus“ verwendet. Der botanische Gattungsname Scleranthus ist aus den Altgriechischen Wörtern scléranthe: σκληρός sklerós für „hart“ und ἄνθος ánthos für „Blüte“ oder „Blume“ abgeleitet und bezieht sich auf die Blütenstände. Typusart ist Scleranthus annuus L. Ein Synonym für Scleranthus L. ist Mniarum J.R.Forst. & G.Forst.
Die Gattung Scleranthus gehört zur Tribus Sclerantheae in der Unterfamilie Alsinoideae innerhalb der Familie der Caryophyllaceae.
Die Gattung Scleranthus umfasst (zehn bis) etwa zwölf (bis 17) Arten. Etwa drei Arten, der Einjährige Knäuel (Scleranthus annuus), der Ausdauernde Knäuel (Scleranthus perennis) und der Triften-Knäuel (Scleranthus polycarpos) mit jeweils einigen Unterarten sind ursprünglich in den gemäßigten Gebieten Europas und im Mittelmeerraum beheimatet. Von den anderen kommen etwa acht Arten in Australasien ursprünglich vor. In Australien sind drei bis vier Arten natürlich beheimatet, dazu kommen zwei Neophyten. Einzelne Arten sind in vielen Gebieten der Welt, beispielsweise in Nordamerika, Neophyten.

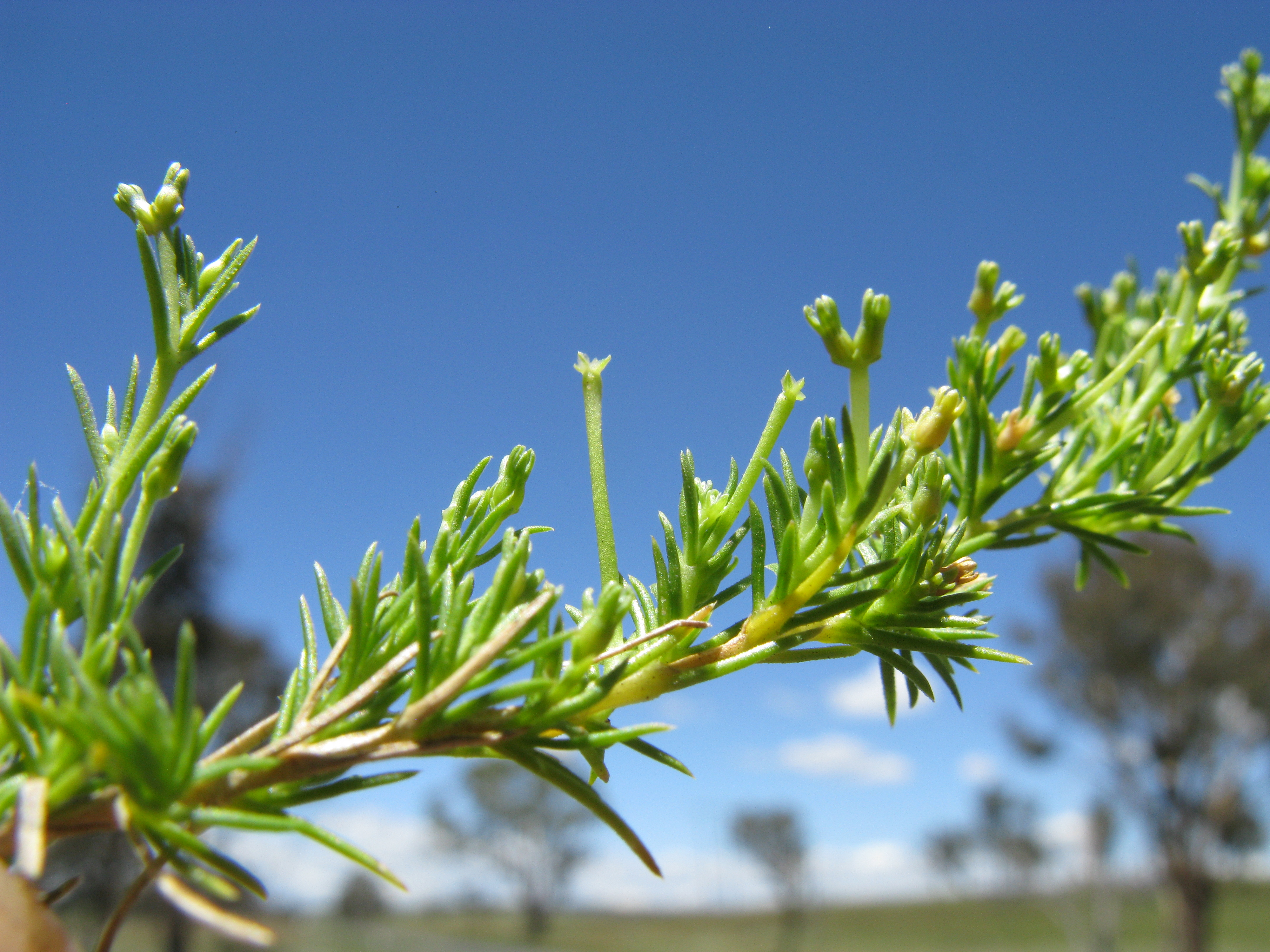
Scleranthus biflorus

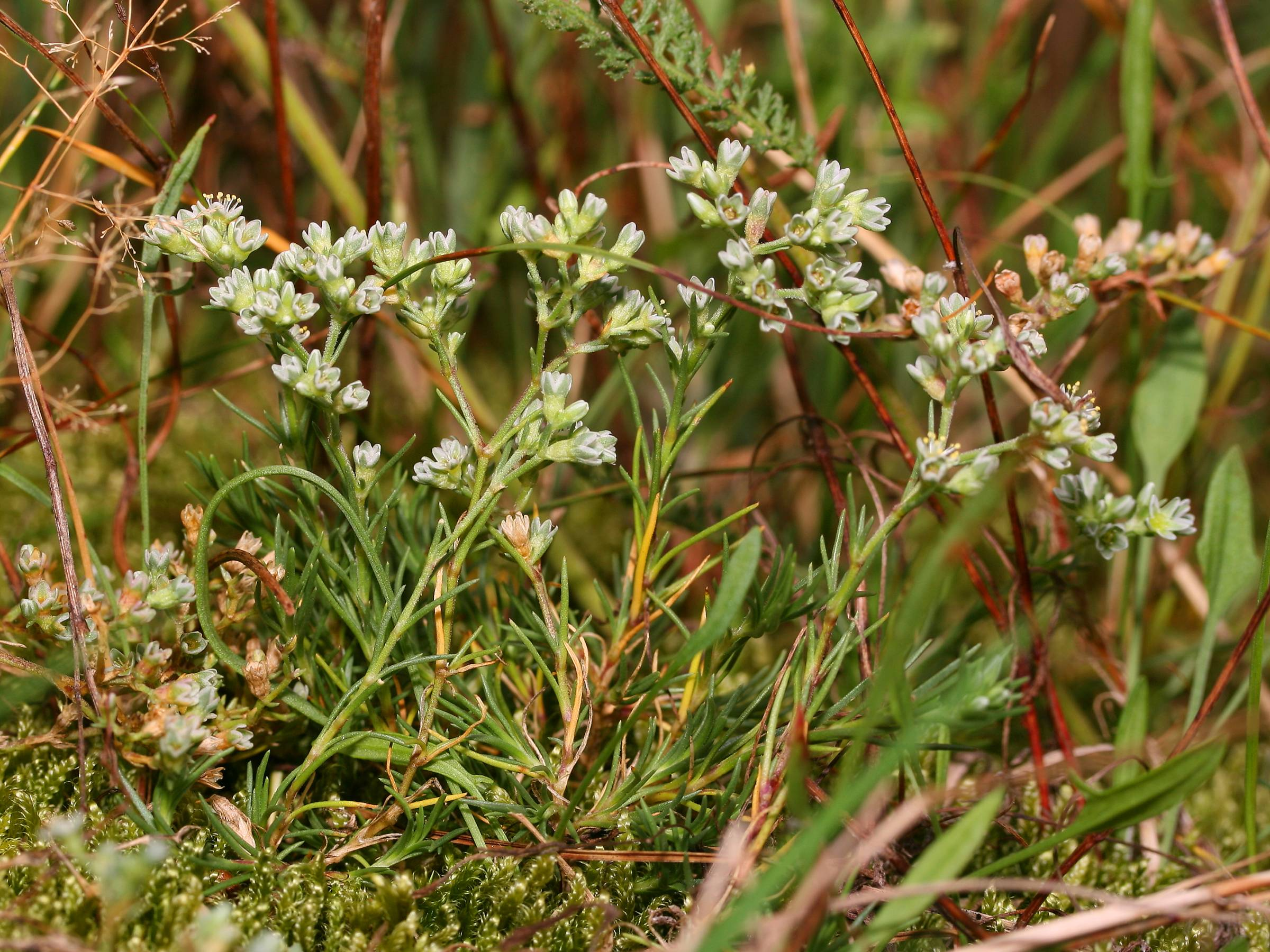
Ausdauernder Knäuel (Scleranthus perennis)

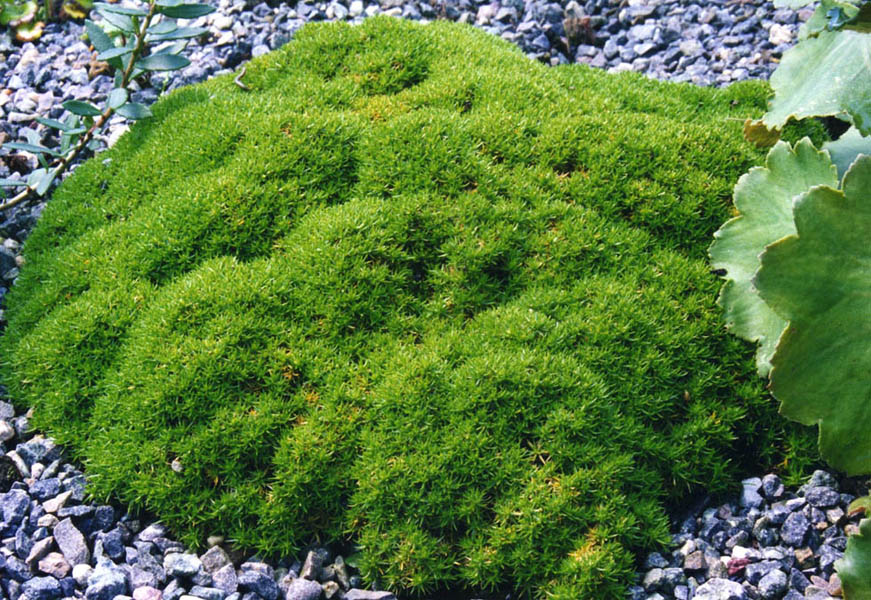
Scleranthus uniflorus

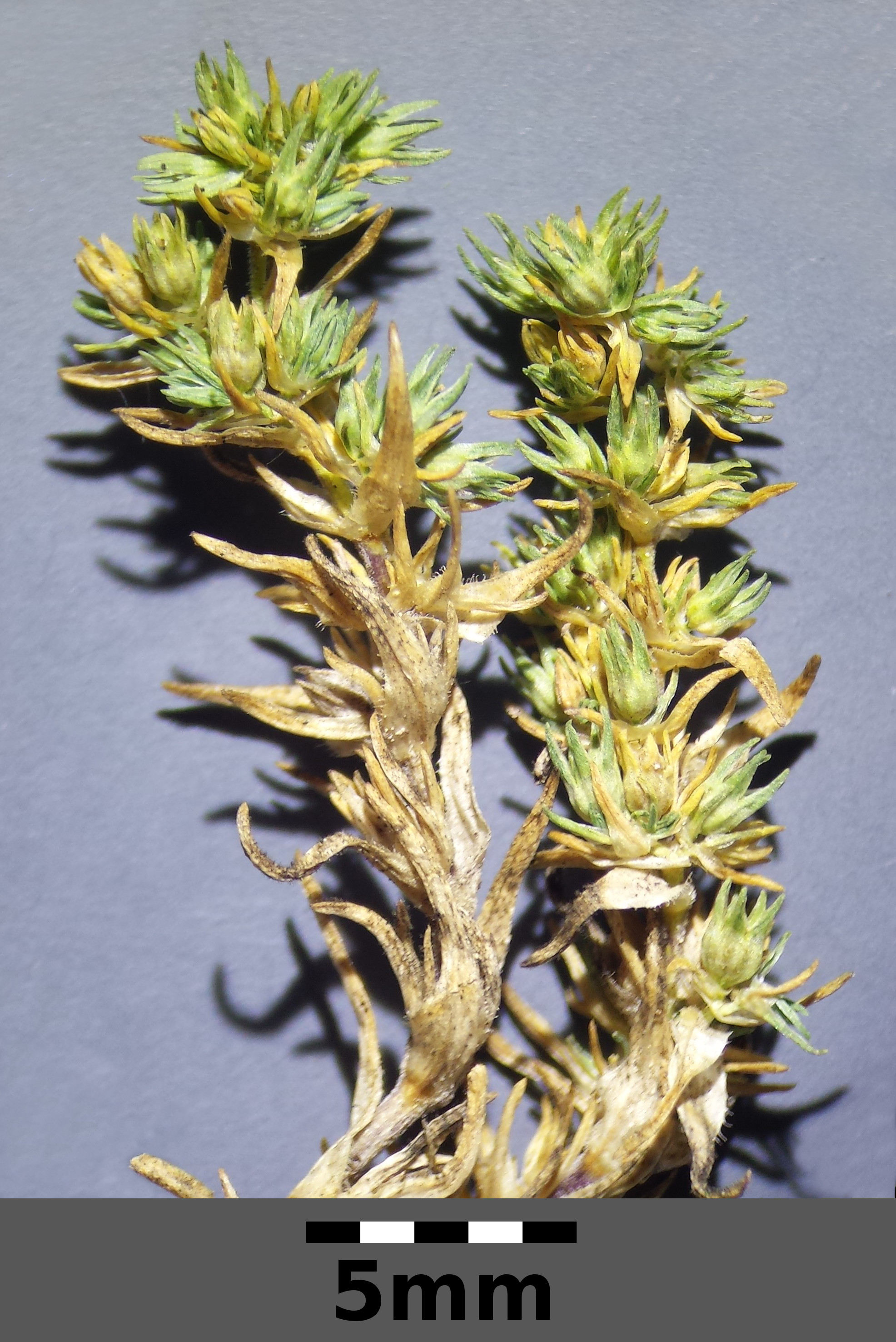
Scleranthus verticillatus

Es gibt 10 bis 17 Scleranthus-Arten:
- Scleranthus aetnensis Strobl  (Syn.: Scleranthus annuus subsp. aetnensis (Strobl) Pignatti): Sie kommt nur auf Sizilien und Malta vor.[5]
- Einjähriger Knäuel, Einjähriges Knäuelkraut (Scleranthus annuus L., Syn.: Scleranthus comosus Dumort., Scleranthus divaricatus Dumort., Scleranthus venustus Strobl): Sie enthält mehrere Unterarten[5], darunter:
  - Scleranthus annuus L. subsp. annuus: Sie ist in Europa, Westasien sowie Nordafrika natürlich verbreitet und ist in vielen Gebieten der Welt ein Neophyt.[6]
  - Scleranthus annuus subsp. collinus Smejkal: Sie kommt nur in Spanien, Mallorca und Kroatien vor.[5]
  - [5]
- Scleranthus biflorus (J.R.Forst. & G.Forst.) Hook. f.: Sie ist in Australien beheimatet.[7]
- Scleranthus brockiei P.A.Will.: Sie kommt auf Tasmanien und in Neuseeland vor.
- Scleranthus diander R.Br.: Sie ist in Australien beheimatet.[7]
- Scleranthus delortii Gren.  (Syn.: Scleranthus annuus subsp. delortii (Gren.) Meikle, Scleranthus annuus subsp. ruscinonensis (Gillot & H.J.Coste) P.D.Sell): Sie ist von Italien sowie Frankreich (einschließlich Korsika) über die Iberische Halbinsel bis zu den Balearen sowie auf den Azoren und in Algerien und Marokko verbreitet.[5]
- Scleranthus fasciculatus (R.Br.) Hook. f.: Sie ist in Australien beheimatet und in Neuseeland ein Neophyt.
- Scleranthus minusculus F.Muell.: Sie ist in Australien beheimatet.[7]
- Scleranthus orientalis Rössler: Sie kommt nur im Libanon sowie in Syrien vor.[5]
- Ausdauernder Knäuel, Ausdauerndes Knäuelkraut (Scleranthus perennis L.): Es gibt mehrere Unterarten, darunter:
  - Scleranthus perennis subsp. burnatii (Briq.) P.D.Sell (Syn.: Scleranthus burnatii Briq.)
  - Scleranthus perennis subsp. dichotomus (Schur) Nyman
  - Scleranthus perennis subsp. marginatus (Guss.) Nyman
  - Scleranthus perennis L. subsp. perennis: Sie ist in Zentraleuropa sowie Westasien natürlich verbreitet und ist in Nordamerika ein Neophyt.[6]
  - Scleranthus perennis subsp. polycnemoides (Willk. & Costa) Font Quer (Syn.: Scleranthus polycnemoides Willk. & Costa)
  - Scleranthus perennis subsp. vulcanicus (Strobl) Bég.
- Triften-Knäuel, Wildes Knäuelkraut,  Alpen-Knäuelkraut (Scleranthus polycarpos L., Syn.: Scleranthus annuus subsp. polycarpos (L.) Bonnier & Layens): Sie ist in Europa, Nordafrika und Westasien weitverbreitet.[5]
- Scleranthus pungens R.Br.: Sie ist nur in australischen Bundesstaaten New South Wales und South Australia beheimatet.[7]
- Scleranthus singuliflorus (F.Muell.) Mattf.: Sie ist in australischen Bundesstaaten New South Wales sowie Victoria[7] und in Neuguinea beheimatet.
- Scleranthus tauricus Knaf: Sie kommt nur in der Ukraine vor.[5]
- Scleranthus uncinatus Schur (Syn.: Scleranthus annuus subsp. uncinatus (Schur) Stoj. & Stef.): Sie ist von Spanien über Frankreich bis Italien und in Osteuropa sowie Westasien weitverbreitet.[5]
- Scleranthus uniflorus P.A.Will.: Sie kommt in Neuseeland vor.
- Hügel-Knäuelkraut, Quirl-Knäuel (Scleranthus verticillatus Tausch, Syn.: Scleranthus annuus subsp. verticillatus (Tausch) Arcang., Scleranthus collinus (Hornung) A.Kern. non Schur, Scleranthus collinus Opiz, Scleranthus syvashicus Kleopow, Scleranthus polycarpos subsp. collinus (Opiz) Pignatti): Sie ist von West- über Mittel- und Südeuropa bis Ost- und Südosteuropa über die Türkei bis Syrien und den Libanon verbreitet.[5]

Auch einige Naturhybriden sind beschrieben (Auswahl):
- Scleranthus ×intermedius Kitt. (Scleranthus annuus × Scleranthus perennis): In Europa werden diese Hybriden immer wieder gebildet, sie besitzen zehn reduzierte, sterile Staubblätter.[6]
- Scleranthus ×podperae Smejkal (Scleranthus perennis × Scleranthus polycarpos)
- Scleranthus perennis × Scleranthus uncinatus